# خیمه سر
خیمه سر، روستایی از توابع بخش مرکزی شهرستان رضوان‌شهر در استان گیلان ایران است.
قدمت این روستا به زمان ورود سربازان روس به شمال کشور باز میگردد.(اندکی بیش از یک قرن)
طبق گفته ریش سفیدان محلی،عده ای از سربازان روسی در نزدیکی شفارود ساکن گشته و با زدن خیمه هایی زندگی خود را در این خطه آغاز کرده اند و بدین ترتیب نام آن محل و اعضای آن را خیمه سر گذاشتند.

## جمعیت
این روستا در دهستان گیل دولاب قرار دارد و براساس سرشماری مرکز آمار ایران در سال ۱۳۸۵، جمعیت آن ۴۹۶ نفر (۱۲۵خانوار) بوده‌است. زبان ساکنین این روستا زبان گیلکی است .